# Konopí (časopis)
Konopí je český dvouměsíčník zaměřený na informování veřejnosti o léčebném konopí, konopných léčivech a možnostech dalšího využití v lékařské praxi. Je vydáván od roku 2018 vydavatelstvím Green Publishing, jeho obsah tvoří ponejvíce texty a rozhovory určené jak lékařům a dalším pracovníkům ve zdravotnictví, tak především pacientům, kteří se k péči o své zdraví rozhodnou využít konopné přípravky. Magazín byl založen jako první médium v České republice zaměřené na téma léčby konopím.
Konopí se prodává ve stáncích a trafikách po celé České republice a ve vybraných pobočkách České pošty. Seznam všech prodejních míst je na webu magazínu. Redakce sídlí v Praze, titul dlouhodobě spolupracuje s přispěvateli v Česku i v zahraničí. Nepravidelně je k dostání i na Slovensku.

## Zaměření obsahu
Magazín byl založen roku 2018 členy časopisu Legalizace, který se konopím zabývá v širším tematickém rozměru už od roku 2010. Léčba konopím byla v České republice oficiálně zlegalizována sice již roku 2013, ale žádné české médium se tomuto tématu uceleně nevěnovalo – do doby, než vzniklo Konopí.
Náplň magazínu tvoří zejména odborné články věnující se účinkům léčebného konopí, praktické rady pro pacienty, překlady zahraničních výzkumů a studií, reportáže a rozhovory. Na tvorbě obsahu se rovněž podílí lékaři a vědci zabývající se fenoménem konopné léčby, např. MUDr. Radovan Hřib, průkopník konopné léčby v České republice.
Za dobu své existence představil časopis v obsáhlých rozhovorech řadu českých i světových kapacit v oboru konopí, mezi které patří například v Izraeli působící chemik Lumír Hanuš, bývalý národní protidrogový koordinátor Jindřich Vobořil, onkolog Ondřej Sláma, neuroložka Marta Vachová, výzkumník a ředitel Cannabis Research Center v Brně Václav Trojan, ústavní farmaceutka Veronika Prokešová, agronomka Marie Bjelková a další.
Magazín také pravidelně informuje o soudních řízeních týkajících se nakládání s konopím a spolupracuje se spolkem Legalizace.cz, který se dlouhodobě zasazuje o rozšiřování povědomí o konopí a ukončení prohibice v České republice.
Magazín od roku 2019 vychází také v anglické verzi pod názvem Cannabis Therapy.

## Redakce
Šéfredaktorem časopisu je od jeho založení v roce 2018 Lukáš Hurt, zástupcem šéfredaktora Robert Veverka, editorem pak Bob Hýsek. Samotná redakce sestává z externích redaktorů, dohromady za více než dva roky existence publikovaly v magazínu své texty na tři desítky autorů.

### Pracovníci a spolupracovníci redakce
Redakci tvoří přispěvatelé z různých konopných oborů, pacienti i lékaři. Kromě toho magazín spolupracuje s předními českými grafiky, ilustrátory a fotografy. Členové redakce se účastní všech konopných akcí v České republice jako veletrhy Cannafest a Konopex či konference Konopí a věda a pravidelně vyrážejí i do zahraničí na veletrhy Spannabis a CannaTrade či konference ICBC v Berlíně, Curychu a Barceloně.
- Lukáš Hurt - šéfredaktor časopisu
- Robert Veverka - zástupce šéfredaktora
- Bob Hýsek - editor
- Martin Helcman - farmaceut
- Tibor Béres - přírodovědec
- Daniel Bárta - praktický lékař
- Veronika Prokešová - ústavní farmaceutka
- Allan Frankel - americký interní lékař